# Horaismoptera grisea
Horaismoptera grisea är en tvåvingeart som först beskrevs av Seguy 1933.  Horaismoptera grisea ingår i släktet Horaismoptera och familjen Canacidae.
Artens utbredningsområde är Namibia. Inga underarter finns listade i Catalogue of Life.